# Bolbomyiidae
Famille
Les Bolbomyiidae  sont une famille de diptères.

## Liste des genres
Selon Catalogue of Life (5 mai 2019) :
- genre Bolbomyia